# Inglês de Trindade e Tobago
O inglês padrão de Trindade e Tobago ou inglês trinitário é um dialeto da língua inglesa falado em Trindade e Tobago. O inglês de Trindade e Tobago coexiste com ambas as variedades não-padrão de inglês, bem como outros dialetos, ou seja, o crioulo de Trindade, falado na ilha de Trindade e o crioulo de Tobago, falada na ilha de Tobago.

## Características
O inglês de Trindade e Tobago foi originalmente baseado em um padrão do inglês britânico. Localizado nas Américas, atualmente o inglês de Trindade e Tobago usa muitos americanismos. É compreensível por falantes internacionais de inglês padrão, embora ele usa um número de termos que são originais a ele (talvez vindo do crioulo de Trindade), tais como "to lime", que significa "to hang out". O discurso em Trindade (e, até certo ponto, em Tobago) podem variar dependendo do local e circunstância e é frequentemente comentado por sua chamada "sing-song" (ou seja, uma subida e descida de flexão) entonação.